# Dörnhof (Kasendorf)

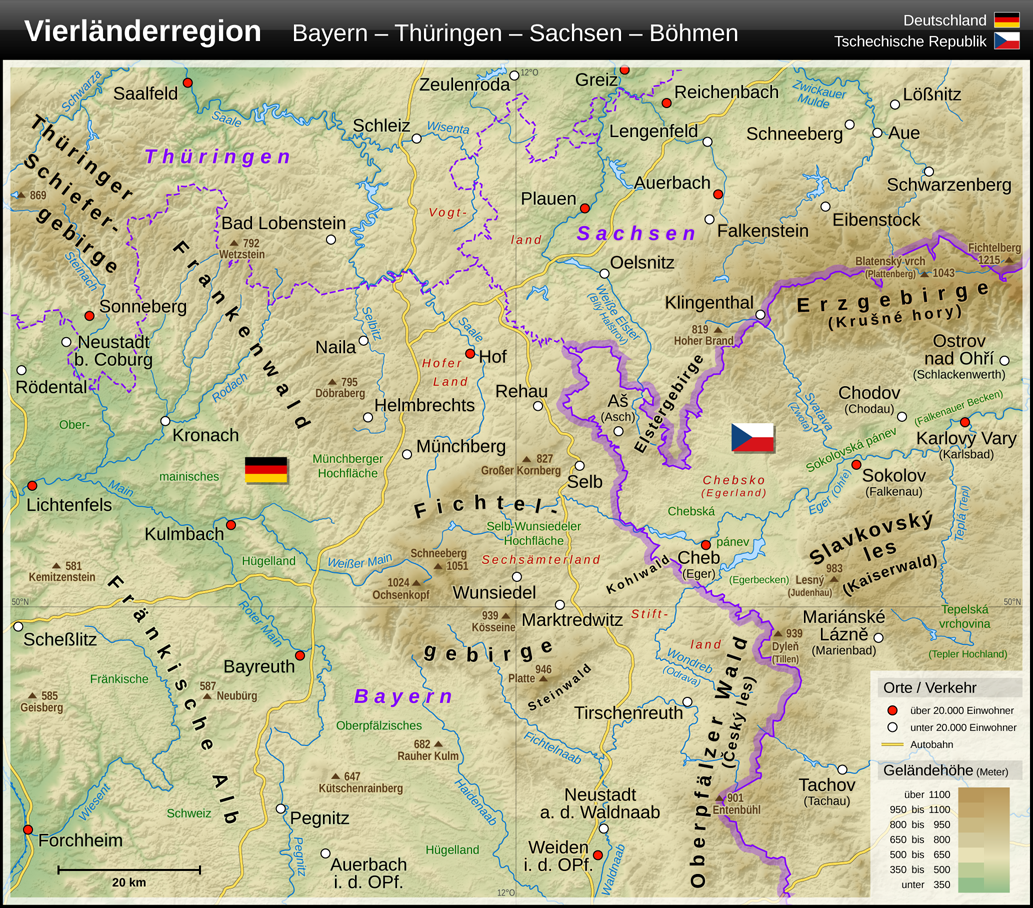
Nordost-Oberfranken

Dörnhof ist ein Gemeindeteil des Marktes Kasendorf im Landkreis Kulmbach (Oberfranken, Bayern). Dörnhof liegt in der Gemarkung Peesten.

## Geografie
Das Dorf liegt am oberen Lauf des Proßer Baches, der im Nordosten von Oberfranken entspringt und ein linker Zufluss des Roten Mains ist. Die Nachbarorte von Dörnhof sind Gundersreuth im Norden, Peesten im Südosten, Lindenberg im Südwesten und Lopp im Westen. Das Dorf ist von dem vier Kilometer entfernten Kasendorf aus zunächst über die Staatsstraße 2190 und danach über die Kreisstraße KU 31 sowie eine Gemeindeverbindungsstraße erreichbar.

## Geschichte
Bis zur Gebietsreform in Bayern war Dörnhof ein Gemeindeteil der Gemeinde Peesten im Altlandkreis Kulmbach. Die Gemeinde Peesten hatte 1970 insgesamt 317 Einwohner, davon 39 im damaligen Weiler Dörnhof. Als die Gemeinde Peesten mit der Gebietsreform am 1. Juli 1976 aufgelöst wurde, wurde Dörnhof zu einem Gemeindeteil des Marktes Kasendorf.